# Pterozonium grandis
Pterozonium grandis är en mångfotingart som först beskrevs av Carl 1922.  Pterozonium grandis ingår i släktet Pterozonium och familjen Siphonophoridae. Inga underarter finns listade i Catalogue of Life.